# Артър Актън
Артър Марио Актън (1873 – 1953) е британски архитект, търговец на изкуство и колекционер.

## Ранен живот
Артър Актън е незаконен син на Юджийн Артър Роджър Актън (1836 – 1895), съветник в египетското министерство на земеделието и търговията.

## Личен живот
Актън се жени за богатата наследница от Чикаго Хортенс Ленор Мичъл (1871 – 1962), чийто баща е Уилям Хамилтън Мичъл (1817 – 1910). Наследството ѝ идва чрез Джон Мичъл (1853 – 1927), който е президент на Илинойската тръстова и спестовна банка от 1880 до 1923 г. От 1923 г. до смъртта си е бил президент на търговска банка „Континентален Илинойс“. Семейството е живеело във Вила Ла Пиетра, Флоренция.
По-големият им син сър Харолд Марио Мичъл Актън (1904 – 1994) е писател, учен и естет. По-малкият им син, Уилям Хамилтън Мичъл Актън (1906 – 1945), е художник.
Актън също има извънбрачна дъщеря, Лиана Беачи (1917 – 2000), от секретарката си Ерсилия Беачи (починала през 1953 г.). Дъщерята на Лиана е принцеса Диалта Алиата ди Монтереале.